# Valódilégy-alakúak
A valódilégy-alakúak (Muscomorpha) a kétszárnyúak rendjének (Diptera), azon belül a légyalkatúak alrendjének (Brachycera) egyik alrendága. A legyek legnagyobb fajszámú és legváltozatosabb csoportja. A leginkább közismert kétszárnyúak tartoznak ide, mint pl. a házilégy (Musca domestica), a muslicák, a különféle hús- és döglegyek.

## A korábbi felosztás alapja
A valódilégy-alakúak alrendága korábbi rendszerekben nem szerepelt – legalábbis ilyen név alatt nem. A légyalkatúak alrendjében korábban két fő fejlődési irányvonalat – osztagot – különítettek el, és ezeket monofiletikusnak is tekintettek. Az első osztagba az ősi, viszonylag nagyobb testű, zömökebb legyeket sorolták: ezek volt az egyenes bábrésű legyek (Orthorrapha; ide tartoztak pl. a katonalegyek, a rablólegyek, a pöszörlegyek és a bögölyök); a másik osztagba fiatalabbnak vélt, viszonylag kisebb testű legyek tartoztak: ezek volt a kerek- vagy kupacsos bábrésű legyek (Cyclorrapha), a ma a Muscomorpha alrendágban szereplő családokkal.
A felosztás alapja – amint ezt az osztagok nevei is mutatják – a bábbőr felnyílásának módja volt: az egyenes bábrésűek bábja egyenes vonalban vagy T alakban reped fel, a kerek bábrésűek bábjának csúcsa pedig egy kis kör alakú kupacsként válik le, és ezen a nyíláson bújnak ki a fiatal imágók.

## Korszerűbb rendszerek
Az újabb, kladisztikus és molekuláris biológiai vizsgálatok bebizonyították, hogy a Cyclorrapha csoport valószínűleg tényleg monofiletikus, vagyis a bábbőr kupacsos felnyílása valóban bizonyítja a közös származást, hisz ez más légycsoportokra nem jellemző. Az egyenes bábrésű legyeket viszont több csoportra bontották szét, hisz a bábbőr egyenes vagy T-vonalú felrepedése pleziomorfia, vagyis több csoportra is jellemző, ősi sajátosság, ami nem jelent közeli rokonságot. A parafiletikusnak bizonyult Orthorrapha csoportot öt alrendágra bomlott szét. Ezek:
- rablólégyalakúak (Asilomorpha),
- katonalégy-alakúak (Stratiomymorpha),
- bögölyalakúak (Tabanomorpha),
- Vermileonomorpha,
- falégyalakúak – (Xylophanomorpha).

Ennek alapján a  Muscomorpha és a Cylorrapha taxonómiailag egyenrangú fogalommá vált; a név változtatását a többi rendszertani egység elrendezésének változása indokolta.

## Közös sajátosságaik
A valódilégy-alakúak lábfején mindig két tapadókorongot találunk. Csápjuk három ízből épül fel, és a végén hosszú serte (arista) nő. Az imágók fején ív alakú barázda, ún. ívvarrat található, amelyet a csápok töve felé hold alakú duzzanat, az úgynevezett homlokpárna (lunula) határol. Az ívvarrat eredetileg – vagyis a lárvakorban – rés (homlokrés) volt, amin át a fejből hártyás hólyag nyomult ki. Ennek nyomására a bábbőr kör alakban reped fel a csúcson. Miután az imágó kibújt, a homlokhólyag visszahúzódik, a rés bezárul.

## Osztályzásuk
A valódilégy-alakúakat két fő csoportja: a homlokrés nélküli (Aschiza) és a homlokréses legyek (Schizophora).
- Homlokrés nélküli legyek (Aschiza)

Homlokpárnájuk rövid, olykor jelentéktelen. Az ívvarrat alig látható. Homlokhólyagjuk igen kezdetleges, így a bábbőr felrepedési vonala többféle lehet. Három öregcsaládjuk:
- -     - púposlegyek (Phoroidea);
    - talpaslegyek (Platypezoidea);
    - zengőlegyek (Syrphoidea).
- Homlokréses legyek (Schizophora)

Az ívvarrat megvan, homlokpárnájuk jól fejlett. A bábbőrt a homlokhólyag nyomása kör alakban repeszti fel. Ide tartozik a légyalkatúak legtöbb faja – több, mint a többi csoportba együtt. A csoportot két alcsoportra osztjuk 11, illetve 3 öregcsaláddal.
- - Torpikkely nélküliek (Acalyptratae)

Szipókájuk kitines ízületi tok (theca) nélkül csatlakozik a belső szájnyíláshoz. Torpikkelyük (calyptra) nincs. Öregcsaládjaik:
- -     - tetűlegyek (Carnoidea);
    - fejeslegyek (Conopoidea);
    - harmatlegyek (Drosophiloidea);
    - Ephydroidea;
    - Heteromyzoidea;
    - Lauxanioidea;
    - Micropezoidea;
    - Nothyboidea;
    - földilegyek (Opomyzoidea);
    - szarvaslegyek (Sciomyzoidea);
    - fúrólegyek (Tephritoidea).

  - Torpikkelyesek (Calyptratae)

Szipókájuk kitines ízületi tokkal (theca) ízesül a belső szájnyíláshoz. Torukon, a szárny tövén torpikkelynek (calyptra) nevezett függelék van, amely olykor a billért is eltakarja. Három öregcsaládjuk:
- -     - kullancslegyek (Hippoboscoidea);
    - bagócsok (Oestroidea);
    - igazi legyek (Muscoidea).